# Allium kuhsorkhense
Allium kuhsorkhense är en amaryllisväxtart som beskrevs av Reinhard M. Fritsch och Joharchi. Allium kuhsorkhense ingår i släktet lökar, och familjen amaryllisväxter.
Artens utbredningsområde är Iran. Inga underarter finns listade i Catalogue of Life.